# Oligolepis keiensis
Oligolepis keiensis је зракоперка из реда Perciformes и фамилије Gobiidae. 

## Угроженост
Ова врста је на нижем степену опасности од изумирања, и сматра се скоро угроженим таксоном.

## Распрострањење
Врста је присутна у Јужноафричкој Републици и Мозамбику.

## Станиште
Станиште врсте су слатководна подручја.